# 内米 (罗马首都广域市)
内米（義大利語：Nemi），是意大利拉齐奥大区罗马首都广域市的一个市镇。总面积7.36平方公里，人口2005人，人口密度272.4人/平方公里（2009年）。ISTAT代码为058070。